# Amber Campisi
Amber Lynn Campisi (født 21. juni 1981 i Dallas, Texas, USA) er en amerikansk model af italiensk oprindelse og Playboy Playmate for dets februar 2005 udgivelse.